# Niels De Schutter
Niels De Schutter, est un footballeur belge, né le 8 août 1988 à Termonde. Il évolue actuellement au KMSK Deinze comme défenseur.

## Palmarès
- Proximus League